# El tirón
El tirón fue un concurso de televisión español producido por Xanela Producciones y dirigido por Rafael Guardiola. Este se emitió diariamente, entre las 20:50 y las 21:10 horas, desde el 18 de octubre de 2019 hasta el 10 de marzo de 2020, con Christian Gálvez como presentador, y lo hacía dentro del programa Sálvame –en el tramo Banana / Tomate– a modo de sección.
El espacio, que contó con 99 emisiones, surgió como resultado de la decisión de Mediaset tras el conflicto por los derechos de emisión de Pasapalabra contra ITV Global Entertainment, ya que el Tribunal Supremo había ordenado previamente al grupo audiovisual cesar inmediatamente la emisión del programa.

## Mecánica
En cada episodio, el concurso comenzaba con una fase previa para seleccionar al finalista que se jugaría el bote con el ganador del programa anterior. Para ello, el jugador que perdió en la entrega previa y dos aspirantes más se enfrentaban a una serie de preguntas. Para responder, disponían de 5 segundos por cuestión y si fallaban o no contestaban, se rebotaba al siguiente concursante. Conseguía el pase a la última fase el primero en llegar a 7 aciertos, además de 500 euros.
Ya en la fase final, los dos concursantes, individualmente, debían acertar en 150 segundos 12 preguntas de cultura general del tirón. Si fallaba, se movía el turno al otro concursante y, cuando le volvía a tocar, había de responder de manera sucesiva otras 12 cuestiones totalmente diferentes. Los turnos se intercambiaban hasta que cada uno terminaba el tiempo asignado. Si alguno de los concursantes acertaba todas las palabras seguidas sin fallar, conseguía el premio económico del bote acumulado hasta ese programa. De no ser así, se acumulaba una cantidad de 4.500 euros al bote, y el concursante que más preguntas hubiera acertado ganaba 1.000 euros y volvía a participar en el siguiente programa. En el caso de que ambos concursantes hubieran acertado el mismo número de preguntas, sería proclamado como ganador aquel que hubiera logrado antes la cifra.
Hasta el programa 77, el concursante que perdía tenía una oportunidad en la siguiente entrega si acertaba un total de 25 preguntas (20 en los primeros 17 programas) como mínimo en el duelo del anterior. En caso de no alcanzar el número requerido de aciertos, el concursante perdedor era sustituido al día siguiente por uno de los aspirantes que estaban sentados en el banquillo entre el público. Si empataban, los dos concursantes se repartían los 1.000 euros (500 euros para cada uno) y volvían a participar en el siguiente episodio. Además, el bote sumaba 5.000 euros diarios, 500 de los cuales fueron restados para otorgárselos al ganador de la fase previa desde su instauración en la septuagésima octava emisión.

## Presentadores
| Presentadores    | Información | Duración | Duración |
| Presentadores    | Información | 2019     | 2020     |
| ---------------- | ----------- | -------- | -------- |
| Christian Gálvez | Presentador |          |          |